# Tunicella

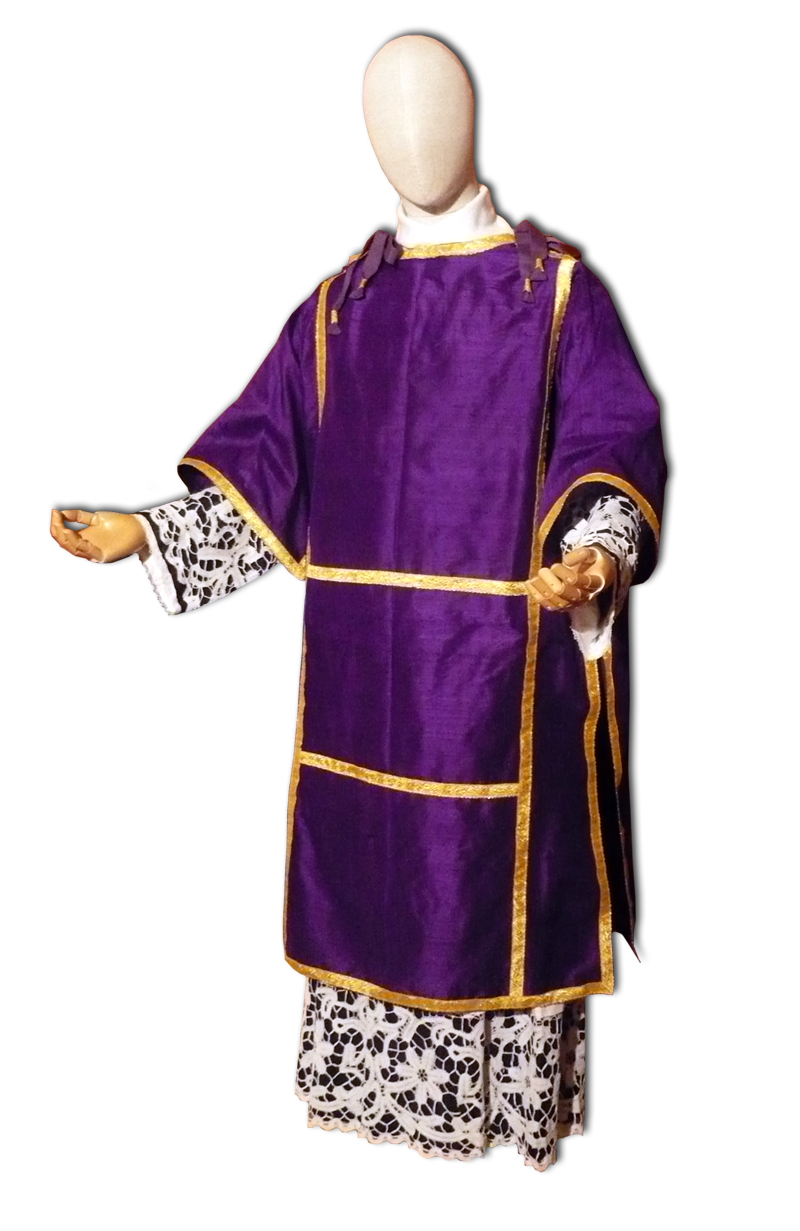
Tunicella oder Dalmatik in der liturgischen Farbe Violett

Die Tunicella (Diminutiv von lat. Tunica „kleine Tunica“; auch Tunica stricta, dalmatica subdiaconalis, subucula, subtile oder subdiaconale) ist in der katholischen Kirche das liturgische Amtsgewand des Subdiakons bei Heiligen Messen, Prozessionen und Segnungen. Ferner trug sie auch der Bischof beim feierlichen Pontifikalamt unter der Dalmatik und der Kasel.
Nach dem ersten Römischen Ordo handelte es sich bei der Tunicella noch um ein päpstliches Kleidungsstück. Ab dem 9. Jahrhundert löste sie die bei den Subdiakonen gebräuchliche Kasel als liturgisches Obergewand ab. Ende des 12. Jahrhunderts war sie auch bei Bischöfen allgemein in Gebrauch. Die Überreichung der Tunicella an die Subdiakone bei ihrer Weihe ist ab dem 12. Jahrhundert nachzuweisen.
Die Tunicella ist abgeleitet von der in Antike und Mittelalter geläufigen Tunika als Unter- wie auch Obergewand, deren Seiten und Ärmel später aufgeschlitzt werden konnten, woraus die Ärmellappen entstanden. Charakteristisch waren für Tunicella und Dalmatik schon früh Querstreifen auf Vorder- und Rückseite. In der Frühzeit unterschied sich die Tunicella des Subdiakons noch durch engere Ärmel von der Dalmatik des Diakons. Später wurde sie dieser in Farbe, Schnitt und Verzierung angepasst, so dass zwischen beiden Gewändern kein wirklicher Unterschied zu erkennen war. Gelegentlich lässt sich der Unterschied zwischen den beiden Gewändern daran erkennen, dass die Dalmatik zwei Querstreifen, die Tunicella dagegen nur einen Querstreifen zwischen den beiden aufgestickten Längsstreifen hat.
Die Tunicella des Bischofs behielt dagegen ihre Eigenarten, auch waren Tunicella (dalmatica minor) und Dalmatik (dalmatica maior) des Bischofs meist aus dünnerem Stoff, da sie lediglich als Untergewand unter dem Messgewand fungierten. Mit dem Tragen aller drei Kleidungsstücke sollte die Fülle des Weihesakraments im Bischofsamt symbolisiert werden.
Die Tunicella war ursprünglich weiß, passte sich im Spätmittelalter dem liturgischen Farbkanon an und richtete sich immer nach der Farbe der Kasel des zelebrierenden Priesters. Die weißen Paramente galten als Feiergewänder, so dass Subdiakone und Diakone an Bußtagen, in der Advents- und Fastenzeit, nicht Tunicella und Dalmatik trugen, sondern eine dunkelfarbige Kasel oder die Albe ohne Obergewand. Es wurde Brauch, dass sie die Kasel dabei als Planeta plicata, vorn aufgerollt oder aufgebunden, trugen.
Mit der Aussetzung der Spendung der niederen Weihen (und damit auch der Quasiabschaffung des Subdiakonats in der ordentlichen Form des römischen Ritus) durch das Motu Proprio Ministeria quaedam Pauls VI. kam die Tunicella auch als bischöfliches Untergewand weitgehend außer Gebrauch. Sie wird nur noch in der außerordentlichen Form des römischen Ritus gebraucht.